# 寒水の掛踊
寒水の掛踊(かのみずのかけおどり)は岐阜県郡上市明宝寒水の寒水白山神社の祭礼で奉納される太鼓踊りである。国の重要無形民俗文化財に指定されている。掛踊は、掛け踊(カケおどり)とも書き、嘉喜踊り(カキおどり)、賀喜踊り(カキおどり)等とも呼ばれる。

## 概要

### 郡上のカキ踊りについて
掛踊（嘉喜踊）は風流踊りの流れを汲む太鼓踊りである。白鳥町中津屋、同町向小駄良、大和町牧、同町中神路、同町口大間見、同町万場、八幡町河鹿、同町坪佐、明宝寒水の岐阜県郡上市各所の神社に伝わる。明宝寒水の踊り以外は不定期奉納または廃止となっている。
踊りの特徴は、長さ約五メートルほどののシナイを背負い太鼓を前に抱えるようにしてつけた四人の若者を中心として、各役目の者が輪になって唄と拍子に合わせて踊る点にある。このシナイの構造は各地区によって色々異なり、歌の歌詞も共通点が少ない。
太鼓踊りは雨乞い踊りとして伝わる地方もあるが、郡上では豊年踊りとなっている。ただし、坪佐ではシナイは雨乞いの意味があるものといわれており、そのため豊年踊りが雨乞い踊りの御礼踊りとして催したものと考えられ、こうしたことから郡上のカキ踊りは雨乞い踊りから伝わってきたのではないかと考えられるという。一方、雨乞いの祈願が聞き届けられて豊作となった年は、神への感謝を込めた豊年祭が行われた。その際に、華やかに装飾されたシナイを用いて、風流化された踊りが奉納されたという。後に、豊年祭には必要のない雨乞いが省かれて、豊年にふさわしい縁起の良い誉め踊りが中心となったと思われる。
また、シナイは雨乞いに必要なものであり、その原形は端に御幣などを立てた簡単なものであったと思われる。そして、神が降臨する依り代で、その神の降臨する場所を清めるものでもある。この神の宿ったシナイで地を叩き或いは地を掃くことで、干ばつをもたらす邪神を追い払い、大地に棲む悪神を追い出すものであった。
「掛踊り」の「掛け」は、雨乞いなどの豊作祈願の願掛けの意味合いがあり、それが叶った場合の感謝と喜びのお礼踊りが行われたという。そのお礼踊りは農民の喜びや感謝を精一杯表すものであった為、風流化して華やかな神事芸能として発展していき、願掛けの部分は地味なものであったために次第に消えてゆき、名前だけ残すことになったとも考えられる。
岐阜県西部にもシナイを背負い太鼓を抱いて踊る谷汲踊りや東津汲鎌倉踊りが伝わる。

### 寒水の掛踊について
寒水の掛踊はそのうち最も規模の大きいものである。もとは母袋村（郡上市大和町栗巣）に伝わる祭礼であったが、1709年（宝永6年）に過疎であった母袋村から人口の多い寒水村に伝えられたという。掛踊りの名称については願掛けのための踊りという説の他に、村々で踊りを掛け合うことに因むとの説もある。
寒水白山神社で行われている故に白山神社の奉納祭と思い誤られているが、この神社の例祭で行われているのは祠官祭りと称される祭式である。
1781年（天明元年）、1795年（寛政7年）ならびに1820年（文政3年）の祭礼覚書が残り、当時の様子が記録されている。そこから、天明元年の役は祭礼の中心となる鉦引きと太鼓打ちの他に悪魔払いや神幟持ち、笛吹きなど少数であったが、現行では露払い、長刀振り、花笠や奴、踊り子が加わり総勢130人を超える。しかし、明治時代に入り「観音様への奉納祭で仏事の念仏踊りの一種」であることから明治政府が発布した神仏判然令の影響を受けて一時中断して十数年間途絶えた時期がある。
明治中頃までは8月1日に実施されていたが、1887年（明治20年）頃に有志達の働きかけがあって復活した際から9月8日試楽、9月9日本楽と改められ、さらに2010年(平成22年)より9月第二日曜日とその前日に実施されている。伝承者は男性のみであったが2012年(平成24年)より女児が祭礼に加わるようになった。1960年（昭和35年）発足の掛踊保存会が芸能を伝承している。
祭礼は各種の扮装をした踊り子が打ち出し宿（出発地）で踊りを披露してから出発し、道行曲を奏しながら行列を成して白山神社へ移動し、寒水白山神社でお庭踊り、次いで拝殿前の踊りが行われる。道行曲は、しゃげり、妙見拍子、おかざき、こしずめ、十六拍子、七つ拍子、三つ拍子の順で笛の音が奏でる。踊りの中心は竹で作った花飾りであるシナイを背負った鉦引きと太鼓打ちで、踊りの後半ではシナイを地面に打ち付けるなどして伸びやかに踊る。
本楽の日では、拝殿前の踊りのしずめ歌に移ると、拍子打ちのシナイが取り外されて打ち上げの拍子で終わりを告げる。その後役者と見物客達とで輪を作り、寒水輪島、よいよい、どじょなどの踊りで掛踊の興奮の幕を降ろす。